# Florian Stofer
Florian Stofer (* 25. Juni 1981 in Sursee) ist ein ehemaliger Schweizer Ruderer.

## Erfolge
Er nahm an zwei Olympischen Spielen teil. 2004 belegte er in Athen im Doppel-Vierer den achten Rang, acht Jahre darauf in London schloss er den Wettkampf mit dem Doppel-Vierer als Zwölfter ab. Stofer wurde 2009 Zweiter bei den Ruder-Europameisterschaften im Doppelzweier mit André Vonarburg. Sein Bruder ist der Ruderer Christian Stofer.